# Oskar Korschelt

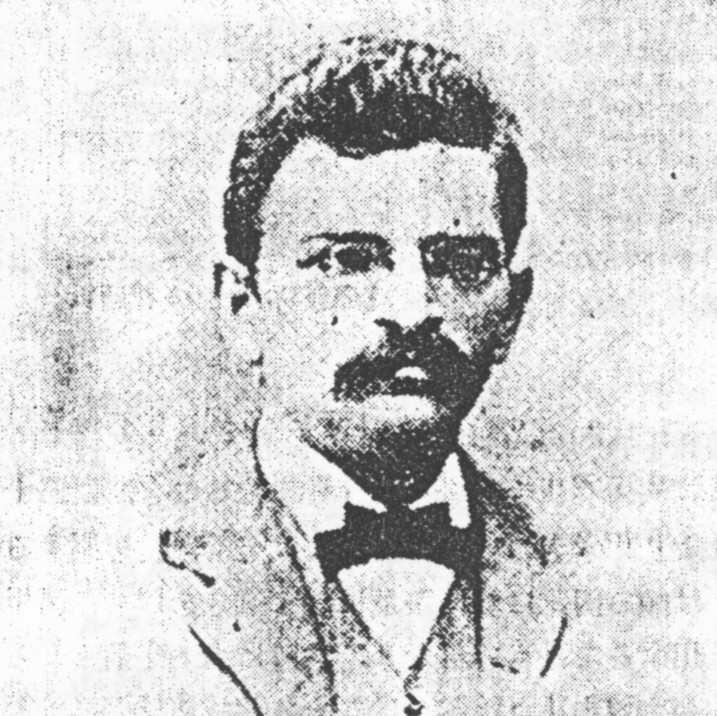
Oskar Korschelt

Oskar Korschelt (* 18. September 1853 in Berthelsdorf/Oberlausitz; † 4. Juli 1940 in Leipzig) war ein deutscher Chemiker und Ingenieur, der sich um die Einführung des japanischen Brettspiels Go in Europa verdient gemacht hat.

## Leben und Go-Aktivitäten
Oskar oder Oscar Korschelt (in manchen Quellen wird sein Vorname fälschlich mit Otto angegeben; Otto ist aber sein älterer Bruder) kam 1876 nach Japan, wo er an der Medizinischen Hochschule Tokio einen Lehrauftrag annahm. Im Oktober 1879 gab er diese Position auf und arbeitete für die japanische Regierung in vielen Bereichen, wie z. B. der geologischen Bodenanalyse aber auch in der Verbesserung der japanischen Reiswein-Brauerei. Für seine Verdienste wurde er im Mai 1884 vom japanischen Staat mit einem Orden ausgezeichnet. Der Grabstein seiner zweiten Tochter († 1882) ist im Ausländer-Bezirk des berühmten Aoyama-Friedhofes in Tokio zu sehen. Im November 1884, nach Ablauf seines Vertrages, kehrte er kurz nach Europa zurück, wo er am 2. Januar 1885 in Marseille ankam. Während seine Frau Marie (* 4. August 1852) mit den Kindern Oskar (* 15. April 1878), Marie (* 11. August 1881) und Johanna (* 5. April 1885) in Zittau blieb, reiste er im September wieder nach Hongkong ab. Dort beabsichtigte er, Reiswein zu produzieren und nach Japan zu exportieren. Da das Unternehmen aber nicht verwirklicht werden konnte, kehrte er schließlich nach Deutschland zurück.

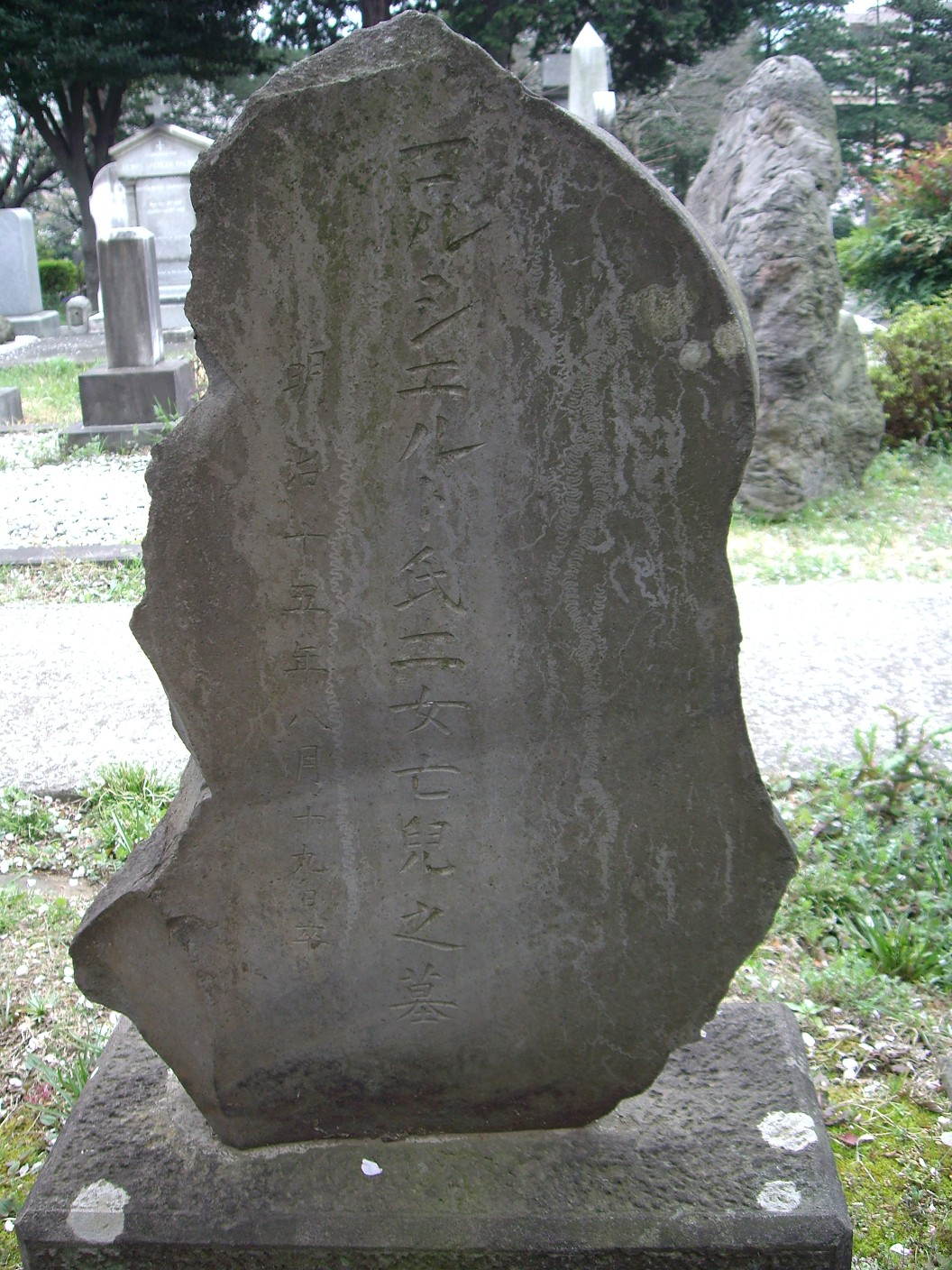
Grabstein seiner zweiten Tochter auf dem Aoyama-Friedhof (Tokio)

Während seines Aufenthalts in Japan lernte er Go kennen. Es heißt, er habe gegen den (späteren) Hon’inbō Murase Shuho mit sechs Steinen Vorgaben gespielt (was bedeuten würde, dass er ein recht starker Amateurspieler war.) Mit Hilfe Shuhos veröffentlichte er 1880 eine Artikelserie Das Japanisch-chinesische Spiel „Go“. Ein Concurrent des Schach in den Mittheilungen der Deutschen Gesellschaft für Natur- und Völkerkunde Ostasiens. Darin wurde das Spiel erstmals in der westlichen Welt detailliert beschrieben. Das Buch enthielt zwölf kommentierte Meisterpartien, 155 Tsumego-Aufgaben, sowie Einführungen in Fuseki- und Endspieltheorie. Er führt darin auch die heute noch übliche Markierung der Linien mit lateinischen Buchstaben und europäischen Zahlen ein. In seiner Bedeutung für die Entwicklung des Go in Europa und Nordamerika kann das Buch kaum überschätzt werden. In seiner englischen Fassung wird es noch heute verlegt.
Mitte der 1880er Jahre kehrte Korschelt nach Deutschland zurück und ließ sich in Leipzig nieder. Über seine weiteren Go-Aktivitäten ist nicht viel bekannt, allerdings besuchte ihn Bruno Rüger, ein weiterer früher Go-Enthusiast und Förderer, noch 1924, um mit ihm Go zu spielen.
Korschelt lebte vom Vertrieb des von ihm erfundenen und am 14. Juni 1891 unter Nummer 69340 im Deutschen Reich patentierten Sonnen-Äther-Strahl-Apparates. Mit dem Gerät sollten, so die Behauptung, von der Sonne stammende „Ätherteilchen“ für den Menschen nutzbar gemacht werden. Die dahinter stehende Theorie nimmt Gedanken vorweg, die später von Wilhelm Reich mit der Orgontherapie entwickelt wurden. Für den Apparat erhielt er die Goldene Medaille vom Preisgericht der Ausstellung für volksverständliche Gesundheits- und Krankenpflege zu Halle an der Saale im August 1891.

## Schachkomposition
Korschelt trat auch als Sammler von Schachkompositionen hervor. Er hat auch einige Stücke komponiert. Laut Herbert Grasemann baute er eine Sammlung von etwa 100 000 Aufgaben auf. Ein Nachruf in der Deutschen Schachzeitung gab 1940 die Zahl 85 000 an.
Im Jahr 1928 schenkte Korschelt seine Aufgabensammlung dem Deutschen Schachbund (DSB). Dessen Schriftführer Albert Hild übernahm deren Verwaltung: 80.888 handschriftlich auf Zettel verzeichnete Schachprobleme aus der Zeit bis 1912. Der DSB-Vorstand entschied sich, für die langjährigen Verdienste Korschelts um das deutsche Schach ihm eine Altersrente aus der DSB-Kasse zu zahlen. Die Korscheltsche Sammlung war 1928 weltweit nur mit der Sammlung von Alain Campbell White vergleichbar, die seinerzeit von George Hume in England betreut wurde. Später wurde die Sammlung von Josef Fischl verwahrt, der sie an Wolfgang Klein weitergab.

## Schriften
- The Theory and Practice of Go. C. E. Tuttle, 1966, ISBN 0-8048-3225-0. (Übersetzung von: Das Go-Spiel. in: Deutsche Gesellschaft für Natur- und Völkerkunde Ostasiens, Mitteilungen, Bd. 3, 1880–84).
- Die Nutzbarmachung der lebendigen Kraft des Aethers in der Heilkunst, der Landwirtschaft und der Technik. Verlag von Lothar Volkmar, Berlin, 1892.
- Der gereinigte Alexander. Herausgegeben vom Deutschen Schachbund, Coburg, 1913.
- Über Sake, das alkoholische Getränk der Japaner. Polytechnisches Journal, Band 230, S. 76–80, Verlag J.G. Cotta, Stuttgart, 1878. (digitalisiert)